# 高橋政男
高橋 政男（たかはし まさお、1954年11月22日 - ）は北海道旭川市出身の日本の柔道家。現役時代は86kg級の選手。身長174cm。得意技は一本背負投、寝技。　

## 人物
柔道は旭川北門中学に入学してから始めた。旭川龍谷高校時代は特に寝技の稽古に熱心に取り組んだ。天理大学に進学すると、学生優勝大会では1年から2年連続でチームの優勝に貢献することとなった。
卒業後は北海道警察の所属となり、1978年にはソ連国際で国際大会初優勝を飾った。嘉納杯では決勝でモントリオールオリンピック中量級金メダリストである園田勇に敗れて2位だった。1979年にはフランス国際を得意の寝技で7試合オール一本勝ちして優勝を果たすと、講道館杯でも初優勝を飾るものの、体重別では3位に終わったが世界選手権代表に選ばれた。世界選手権では準々決勝で東ドイツのデトレフ・ウルチに小内刈で効果を取られて敗れるが、敗者復活戦を勝ち上がって3位になった。1980年の講道館杯では2位にとどまると、モスクワオリンピックボイコットが決まった翌日に開催された体重別では3位に終わった。その後も講道館杯や体重別で上位に入るなど一定の活躍をするが、代表までにはなかなか至らなかったものの、1985年には体重別を30歳にして初めて制すると世界選手権代表に選ばれた。世界選手権では3回戦でロサンゼルスオリンピックで優勝したオーストリアのペーター・ザイゼンバッハーに一本背負投を返されて効果で敗れると、敗者復活戦でも敗れて7位に終わり引退した。なお、全日本柔道選手権大会には8度出場を果たした。現在は北海道柔道連盟理事長を務めている。

## 主な戦績
- 1973年　- 学生優勝大会　優勝
- 1974年　- 学生優勝大会　優勝
- 1978年　- ソ連国際　優勝
- 1978年 - 嘉納杯　2位
- 1979年　- フランス国際　優勝
- 1979年 -　講道館杯　優勝
- 1979年 - 体重別　3位
- 1979年 - 世界選手権　3位
- 1980年　- 講道館杯　2位
- 1980年　- 体重別　3位
- 1981年　- 講道館杯　3位
- 1983年　- 講道館杯　3位
- 1983年　- 体重別　2位
- 1983年　- アメリカ国際　優勝
- 1984年　- 講道館杯　2位
- 1985年　- 体重別　優勝
- 1985年 - 世界選手権　7位